# Солнечное (Приднестровье)
Со́лнечное (Солнечный) — посёлок сельского типа (село) в Каменском районе непризнанной Приднестровской Молдавской Республики. Административно входит в Каменский горсовет.

## Описание
Населённый пункт с севера примыкает вплотную к городу Каменка. Солнечное находится в самом узком месте долины Днестра на севере непризнанной ПМР, шириной всего в 1 км от реки до невысокого каменистого горного кряжа. Здесь удачно сочетаются природные естественные горный и речной воздух.
Население составляет около 250 жителей (по оценке на 2000-й год), в летнее время население увеличивается в несколько раз из-за приезда отдыхающих (преимущественно с юга Приднестровья). Посёлок (село) электрифицирован (в считанные дни инфраструктура сферы обслуживания была восстановлена после урагана июля 2012 года), телефонизирован (городские номера телефонов), газифицирован и подключён к городским системам теплоснабжения, водоснабжения и канализации. Центр населённого пункта — единственная улица Лесная. Здесь находится опорный пункт охраны правопорядка № 1 МВД ПМР по г. Каменка.

### Санаторий «Днестр»
В Солнечном на окраине Каменки (в непризнанной Приднестровской Молдавской Республике) находится действующий курорт с двухвековой историей. В нём с приднестровских времён производится розлив лечебно-столовой воды «Днестрянка».
В Солнечное приезжало, начиная с 1812 года, много больных и раненных для лечения в купальный и в виноградный сезоны. Каменский курорт сезонный (лето и осень). С начала XIX века здесь практикуется виноградолечение (осенью) и электролечение.
20 апреля 1932 года советской властью был заново открыт запустевший в годы революций и войн 1905—1920 годов курорт. Он получил название Каменский дом отдыха для рабочих-передовиков.
В приднестровское время санаторий функционирует круглогодично. Рассчитан на 450 мест.

### Аэропорт Каменка
В посёлке (селе) Солнечное находится законсервированный недействующий аэропорт непризнанной Приднестровской Молдавской Республики. Аэропорт не классифицирован в международных документах по причине непризнанности Приднестровья, его взлётно-посадочная полоса за время бездействия с 1991 года нуждается в частичном восстановлении. Предполагается в будущем его использовать для нужд сельскохозяйственной и санитарной авиации.